# Sojoez MS-18
Sojoez MS-18 (Russisch: Союз МС-18) is een ruimtevlucht naar het Internationaal ruimtestation ISS.  
Het is de 146ste vlucht van een Sojoez-capsule met bemanning en de achttiende van het Sojoez MS-type. De lancering werd op 9 april 2021 succesvol uitgevoerd. 
Tijdens deze vlucht zijn drie astronauten naar het Internationaal ruimtestation ISS vervoerd in het kader van  ISS-Expeditie 65. Aanvankelijk zouden er drie Russen aan boord zijn, maar in begin 2021 boekte Axiom Space een van die stoelen. Vervolgens ruilde Axiom die stoel voor een stoel op een Commercial Crew-vlucht. NASA astronaut Mark Vande Hei werd begin maart 2021 toegewezen aan die stoel. Pjotr Doebrov en Vande Hei’s missie werd verlengd tot bijna een jaar en zij zullen met een latere vlucht (Sojoez MS-19) terugkeren. Hierdoor konden een filmactrice en een filmregisseur die met Sojoez MS-19 naar het ISS zijn gevlogen voor het maken van een film met Sojoez MS-18 terugkeren.
Ter ere van het 60-jarig jubileum van Vostok 1 was de Sojoez-raket wit geschilderd net als de Vostok-raket toentertijd.

## Bemanning
| Positie           | Ruimtevaarder lancering              | Ruimtevaarder terugkeer          |
| ----------------- | ------------------------------------ | -------------------------------- |
| Commandant        | Oleg Novitski, RSA 3e ruimtevlucht   | Oleg Novitski, RSA               |
| Flight Engineer 1 | Pjotr Doebrov, RSA 1e ruimtevlucht   | Yulia Peresild, semi-commercieel |
| Flight Engineer 2 | Mark Vande Hei, NASA 2e ruimtevlucht | Klim Shipenko, semi-commercieel  |

### Reservebemanning
| Positie           | Ruimtevaarder         |
| ----------------- | --------------------- |
| Commandant        | Anton Sjkaplerov, RSA |
| Flight Engineer 1 | Oleg Artemjev, RSA    |
| Flight Engineer 2 | Dmitry Petelin, RSA   |